# جو باش
جو باش (بالإنجليزية: Joe Bach)‏ هو مدير فني أمريكي، ولد في 17 يناير 1901 في تاور في الولايات المتحدة، وتوفي في 24 أكتوبر 1966.